# Уваров, Александр Юрьевич
Александр Юрьевич Уваров (род. 1943, Куйбышев) — доктор педагогических наук, профессор Высшей школы экономики, ведущий научный сотрудник Института кибернетики и образовательной информатики им. А.И. Берга Федерального исследовательского центра «Информатика и управление» Российской академии наук, один из инициаторов цифровой трансформации школьного образования.

## Биография
Родился в 1943 году в Куйбышеве (ныне Самара). Окончил среднюю общеобразовательную школу №4 в г. Костино (ныне г. Королев) Московской области (1960) и Московский авиационный институт (1966). По окончании института направлен на работу в «Лабораторию информационных процессов головного мозга» кафедры Высшей нервной деятельности Биолого-почвенного факультета МГУ, где занимается информационным моделированием решения задач человеком. В 1988 году приглашён в создаваемую в то время в НИИ общего и политехнического образования АПН СССР лабораторию «Количественных и инструментальных методов педагогических исследований». Одновременно работает учителем в московской общеобразовательной школе №165.
Защитил кандидатскую диссертацию на тему «Информационное моделирование как метод дидактических исследований» (1971). Присвоено учёное звание «Старший научный сотрудник» (1977).
Руководит лабораторией в НИИ общей педагогики АПН СССР (1972–1978). Работает советником Министерства образования Республики Куба (1978–1979). Руководит лабораторией в НИИ общей и педагогической психологии АПН СССР, работает заместителем директора ГИВЦ Минпроса СССР и АПН СССР (1979–1985).
В середине 1970-х годов Уваров отстаивает важность педагогических исследований в преддверии широкого проникновения компьютеров в образование. После принятия постановления ЦК и СМ СССР «О мерах по обеспечению компьютерной грамотности учащихся средних учебных заведений и широкого внедрения электронно-вычислительной техники в учебный процесс» (1985) Уваров активно участвует в компьютеризации школы в должности начальника Управления информатики и вычислительной техники Минпроса СССР. Вместе с академиком А. П. Ершовым разрабатывает проект первой концепции информатизации образования в нашей стране.
После упразднения Министерства просвещения СССР (1988) работает под руководством академика А. П. Ершова, затем академика Е. П. Велихова в Научном Совете по комплексной проблеме «Кибернетика» АН СССР, где возглавляет лабораторию «Телекоммуникации в образовании». Руководит первым в нашей стране экспериментом по практическому использованию Интернета в школе, а также международными проектами по обновлению естественно-научного образования.
Работает проректором Университета Российской академии образования (2000―2003), где ведёт курс по новым педагогическим технологиям, участвует в международном проекте «Гражданское образование для жителей информационного века». Принял участие в подготовке и осуществлении федерального проекта «Информатизация системы образования» (2002–2008), руководит его экспертно-аналитическим центром в Национальном фонде подготовки кадров. Возвращается на работу в Российскую академию наук (с 2004) в должности ведущего научного сотрудника ВЦ РАН. Защищает докторскую диссертацию на тему «Кластерная модель преобразований школы в условиях информатизации образования» (2010). Активно сотрудничает с Федеральным институтом развития образования, осуществляет научное руководство школьными инновационными площадками (2009–2012). Ведет преподавательскую работу в Институте образования НИУ ВШЭ (с 2017 года). В качестве международного эксперта участвует в подготовке рекомендаций ЮНЕСКО по структуре ИКТ-компетентности учителей.
Преподавательская работа:
- 1969–1973 учитель физико-математической школы №165 г. Москвы
- 1988–1993 доцент кафедры математического анализа Московского городского заочного педагогического института (МГЗПИ)
- 1995–1998 доцент кафедры информатики факультета кибернетики Московского инженерно-физического института (МИФИ)
- 1998–2003 доцент кафедры педагогических технологий Университета Российской академии образования (УРАО)
- С 2017 – профессор Института образования НИУ ВШЭ

Автор и соавтор более 200 опубликованных работ по проблемам использования ИКТ в образовании, дидактики, разработки учебных программ и педагогического дизайна. Среди основных публикаций статьи:
- О построении оптимальных обучающих последовательностей, в кн. «Проблемы совершенствования методов дидактических исследований», Изд. НИИ общей педагогики АПН СССР, г. Москва, 1974 (совместно с И.И. Логвиновым)
- ЭВМ на пути в школу // Информатика и образование, №1 1986
- Чему учить на уроках информатики // Информатика, №1 (194), 1999
- Гражданское образование для жителей информационного века // Труды УРАО, №1, 2001. (Совместно с М. Ханингтоном)
- Пространство информатизации школы, Информатика, №23, 2002, стр. 2–8
- Информатизация школы и трансформация учебных курсов // Информатика и образование, № 7 – 8, 2004
- О ключевых составляющих трансформации школы при переходе к индивидуализированной системе образовательной работы // Образовательная политика №2, 2011
- Ориентиры образовательных реформ и информационные технологии // «Образовательная политика»», №1, 2012
- Зачем нам эти МУКи // Информатика и образование. 2015. №9. С. 3-17.
- От компьютерной грамотности и внедрения ИКТ к трансформации работы школы // Информатика. 2016. №5. С. 34-43. (Совместно с Г.М. Водопьяном)
- Harnessing ICT to enhance provision of school education: the policy recommendations // Informatika i obrazovanie – Informatics and Education, 2019, no. 2, p. 5–12.
- Цифровое обновление образования: на пути к «идеальной школе» // Информатика и образование. 2022; 37(2):5–13.

Среди опубликованных книг:
- Учебные телекоммуникационные проекты в классе, изд. БГПУ, Барнаул, 1996. — 116 с
- Электронный учебник: теория и практика. Изд. УРАО, М.: 1999. — 220 с
- Кооперация в обучении: групповая работа в классе. Изд. МИРОС, М.: 2001. — 224 с
- Распространение инновационных учебно-методических материалов. Изд. Университетская книга, М.: 2008 (Совместно с Г.М. Водопьяном). — 176 с
- Телекоммуникация, образование, профессионализм. Изд. Логос, М.: 2008. — 428 с. (Совместно с Н. В. Никитиным)
- Российская школа и новые информационные технологии: взгляд в следующее десятилетие. Изд. «НексПринт», М.: 2010. — 84 с. (Совместно с А.Г. Асмоловым, А.Л. Семеновым)
- Информатизация школы: вчера, сегодня, завтра. Изд. «Бином. Лаборатория Знаний», - М:, 2011. — 404 с
- О развитии естественнонаучного образования в западных странах. Изд. ВЦ РАН, М.: 2013. — 120 с
- На пути к цифровой трансформации школы — Изд. «Образование и Информатика», М.: 2018. — 120 с
- Трудности и перспективы цифровой трансформации образования  — ИД ВШЭ, М.: 2019. — 341 с
- Цифровая трансформация и сценарии развития общего образования (Современная аналитика образования. № 16(46) М.: ИД ВШЭ, 2020. — 104 с

Государственные награды:
- Медаль «Ветеран труда» (1988);
- Лауреат премии Правительства РФ в области образования (2010).

Участие в научно-педагогических сообществах:
- Член редакционных коллегий журналов «Информатика образование», «Образовательная политика», «Наука и школа»
- Член редакционного совета журнала «Преподаватель XXI века»
- Член ученого совета по присуждению ученых степеней института математики и информатики Московского педагогического государственного университета
- Эксперт Российской академии образования
- Международный эксперт Института ЮНЕСКО по информационным технологиям в образовании

Профессиональные интересы:
- Информатизация образования
- Педагогический дизайн
- Образовательная политика
- Педагогические технологии
- Распространение инновационных педагогических практик
- Обучение информатике